# Monto Airport
Monto Airport är en flygplats i Australien. Den ligger i kommunen North Burnett och delstaten Queensland, omkring 350 kilometer nordväst om delstatshuvudstaden Brisbane. Monto Airport ligger 230 meter över havet.
Trakten runt Monto Airport är nära nog obefolkad, med mindre än två invånare per kvadratkilometer.. Närmaste större samhälle är Three Moon, nära Monto Airport.
Omgivningarna runt Monto Airport är huvudsakligen savann. Genomsnittlig årsnederbörd är 1 122 millimeter. Den regnigaste månaden är januari, med i genomsnitt 242 mm nederbörd, och den torraste är september, med 32 mm nederbörd.